# Informationsdatenbank des Wiener Landtages und Gemeinderats
Die Informationsdatenbank des Wiener Landtages und Gemeinderates (Infodat Wien) ist eine zentrale Datenbank, in der das gesamte politische Geschehen im Wiener Landtag und im Wiener Gemeinderat seit 1983 zusammengeführt wird. Sie beinhaltet alle Verhandlungsgegenstände (derzeit über 100.000) der Plenarsitzungen wie zum Beispiel Gesetzesbeschlüsse und Flächenwidmungen. Das Angebot steht seit November 1996 zur Verfügung.

## Inhalte
Die Infodat Wien dokumentiert:
- Beschlüsse
- Landesgesetze samt Materialien und Verknüpfung mit RIS
- Projekte
- Budgets der Stadt Wien (Voranschlag und Rechnungsabschluss samt Dokumenten)
- Förderungen und Subventionen
- Anfragen und Anträge an die Mitglieder der Stadtregierung sowie deren Antworten
- Fragestunden
- Aktuelle Stunden
- Wörtliches Protokoll
- Sitzungsprotokoll
- Beilagen
- Verlangen

Zu sämtlichen Vorgängen bietet die Infodat Wien alle Dokumente im Volltext, die Dokumentation des Abstimmungsverhaltens und seit 2020 Videomaterial zu allen Redebeiträgen.
Die Suche kann nach verschiedenen Kriterien (Vorgangstyp, beteiligte Personen, Abstimmungsverhalten, politische Partei, Wahlperioden usw.) erfolgen. Für die Betrefftexte ist eine Volltextsuche möglich, darüber hinaus gibt es eine Schlagwortsuche.
Die Infodat Wien wird von der Landtags- und Gemeinderatsdokumentation des Wiener Stadt- und Landesarchiv geführt. Die Eingabe der aktuellen Vorgänge erfolgt in Echtzeit während der jeweiligen Sitzung des Wiener Landtages oder des Wiener Gemeinderates. An der Rückerfassung früherer Wahlperioden wird derzeit gearbeitet.

## Datensammlung Wiener Politikerinnen und Politiker
Die Biographien der Wiener Politikerinnen und Politiker seit 1918 (inklusive der Scheinparlamente Bürgerschaft 1934–1938 und Ratsherren 1939–1945) werden in einer eigenen Datensammlung dokumentiert. Seit 1983 sind darüber hinaus alle Debattenbeiträge und Aktivitäten der Politikerinnen und Politiker im Wiener Landtag und Wiener Gemeinderat mit der Infodat Wien verknüpft.